# Mio fratello è figlio unico (album)
Mio fratello è figlio unico è il secondo album in studio del cantautore italiano Rino Gaetano, pubblicato nel 1976 dalla It.

## Descrizione
Nell'edizione originale dell'album non erano presenti i testi delle canzoni, ma soltanto uno dei singolari monologhi che Gaetano era solito scrivere sui suoi dischi.
L'album è presente nella classifica dei 100 dischi italiani più belli di sempre secondo Rolling Stone Italia alla posizione numero 14.
Il disco contiene due tra le più note canzoni del cantautore crotonese: Berta filava e l'omonima Mio fratello è figlio unico; quest'ultima fu utilizzata come colonna sonora del film italiano del 2004 Lavorare con lentezza del regista Guido Chiesa, oltre ad aver ispirato il titolo del film omonimo del 2007 di Daniele Luchetti, con Elio Germano e Riccardo Scamarcio.

## Tracce
Testi e musiche di Rino Gaetano.
Lato A
1. Mio fratello è figlio unico – 3:16
2. Sfiorivano le viole – 4:58
3. Glu glu – 2:34
4. Cogli la mia rosa d'amore – 4:02

Lato B
1. Berta filava – 3:40
2. Rosita – 3:51
3. Al compleanno della zia Rosina – 3:51
4. La zappa... il tridente il rastrello la forca l'aratro il falcetto il crivello la vanga – 4:30

## Formazione
- Rino Gaetano – voce
- Gaio Chiocchio – sitar
- Arturo Stalteri – pianoforte, organo Hammond, clavicembalo, eminent, sintetizzatore
- Piero Ricci – basso
- Massimo Buzzi – batteria, aggeggi, tumbe
- Luciano Ciccaglioni – chitarra, banjo, mandolino
- Michelangelo Piazza – tromba
- Tony Formichella – sassofono tenore
- Rodolfo Bianchi – sassofono soprano, sassofono tenore
- Baba Yaga – cori

## Cover
- La canzone omonima, inserita nell'album tributo E cantava le canzoni, è stata rivisitata dal gruppo rock Afterhours, alla fine degli anni novanta.
- La canzone che dà il titolo all'album è stata suonata anche dai Ministri.
- Anche Gemini realizza una reinterpretazione del brano nel 2024